# Epipagis trisemalis
Epipagis trisemalis là một loài bướm đêm trong họ Crambidae.